# Thiết kế sinh thái
Thiết kế sinh thái được định nghĩa bởi Sim Van der Ryn và Stuart Cowan là "bất kỳ hình thức thiết kế để giảm thiểu tác động phá hoại môi trường bằng cách tích hợp chính nó với các quá trình sống."  Thiết kế sinh thái là một ngành thiết kế chịu trách nhiệm về mặt sinh thái tích hợp.
Nó giúp kết nối những nỗ lực rải rác trong kiến trúc xanh, nông nghiệp bền vững, kỹ thuật sinh thái, phục hồi sinh thái và các lĩnh vực khác. Các "sinh thái" tiền tố được sử dụng để chín mươi khoa học bao gồm cả thành phố sinh thái, sinh thái quản lý, kỹ thuật sinh thái, sinh thái Tecture. Nó được sử dụng bởi John Button trong năm 1998 ở lần đầu tiên. Các phôi thai đang phát triển tự nhiên của thiết kế sinh thái được gọi là "thêm vào" của các yếu tố môi trường vào quá trình thiết kế, nhưng sau đó nó đã được tập trung vào các chi tiết của thực hành thiết kế sinh thái như: hệ thống sản phẩm hoặc sản phẩm cá nhân hoặc ngành công nghiệp nói chung
Bởi bao gồm cả mô hình vòng đời thông qua năng lượng và nguyên vật liệu lưu lượng, thiết kế sinh thái có liên quan đến các chủ đề liên ngành mới của công nghiệp sinh thái. Công nghiệp sinh thái có nghĩa là một công cụ khái niệm mô phỏng mô hình bắt nguồn từ hệ sinh thái tự nhiên và một khung làm việc cho khái niệm vấn đề môi trường và kỹ thuật.
Các sinh vật sống tồn tại trong hệ thống khác nhau của các mối quan hệ cộng sinh cân bằng. Phong trào sinh thái của cuối thế kỷ XX, được dựa trên sự hiểu biết rằng sự gián đoạn trong các mối quan hệ đã dẫn đến sự cố nghiêm trọng của tự nhiên các hệ sinh thái. Trong lịch sử loài người, phương tiện kỹ thuật đã dẫn đến sự tăng trưởng của dân số loài người qua lửa, dụng cụ và vũ khí. Tăng đáng kể này trong dân số bùng nổ đóng góp sự giới thiệu của các nguồn năng lượng cơ khí trong sản xuất máy tính và đã có những cải tiến trong nông nghiệp cơ giới, phân bón hóa học được sản xuất và biện pháp y tế nói chung. Mặc dù sáng chế năng lượng nghiêng đầu điều chỉnh sự cân bằng sinh thái, sự tăng trưởng dân số mới nhất sau khi cuộc cách mạng công nghiệp đã dẫn đến thay đổi hệ sinh thái một cách bất thường.

## Vấn đề và vai trò của các nhà thiết kế
Kể từ khi cuộc cách mạng công nghiệp, nhiều mệnh đề trong lĩnh vực thiết kế được sống lại với những nguyên tắc thiết kế bền vững. Các kiến trúc sư thiết kế- Victor Papanek cho rằng kiểu dáng công nghiệp đã bị sát hại bằng cách tạo ra các loài mới của rác thường xuyên và bằng cách chọn vật liệu và các quá trình gây ô nhiễm không khí. Đối với những vấn đề này, R. Buckminster Fuller,người được mời làm Giáo sư Đại học tại Đại học Southern Illinois ở Carbondale trong năm 1960, đã trình bày cách thiết kế có thể đóng một vai trò trung tâm trong việc xác định các vấn đề lớn của thế giới từ năm 1965 đến năm 1975. Điều đó bao gồm các nội dung sau đây:
- Đánh giá và phân tích các nguồn năng lượng trên thế giới
- Xác định mục đích sử dụng hiệu quả hơn các nguồn tài nguyên thiên nhiên như kim loại
- Tích hợp các công cụ máy vào hệ thống hiệu quả của sản xuất công nghiệp

Trong hội nghị năm 1992, "Chương trình nghị sự 21: Chiến lược Trái đất Summit LÀM NGAY", một đề xuất đã được đưa ra rằng thế giới của chúng tôi là trên một con đường sản xuất và tiêu thụ năng lượng mà không thể được duy trì. Bản báo cáo đã thu hút sự chú ý đến cá nhân và các nhóm trên toàn thế giới có một tập hợp các nguyên tắc để xây dựng chiến lược cho sự thay đổi đó có thể có hiệu quả trong nền kinh tế thế giới và chính sách thương mại, và các ngành nghề thiết kế sẽ đóng một vai trò trong đó. Cụ thể, những người có nghĩa là nghề thiết kế trở nên không những sản phẩm mới để làm, nhưng làm thế nào để tái tạo lại văn hóa thiết kế có khả năng thực hiện được. Ông lưu ý các nhà thiết kế trước hết là phải nhận ra rằng thiết kế có lịch sử được một, thực hành ngũ phụ thuộc hơn là dựa trên một điều cần thiết. Các nhà lý thuyết thiết kế, Clive Dilnot lưu ý thiết kế lại một lần nữa trở thành một phương tiện để đặt hàng trên thế giới chứ không chỉ đơn thuần là tạo hình sản phẩm. Như một cách tiếp cận rộng hơn, các hội nghị của "Chương trình nghị sự 21: Chiến lược Trái đất Summit LÀM NGAY" năm 1992, nhấn mạnh rằng các nhà thiết kế phải đối mặt với thách thức đối với các vấn đề của con người. Những vấn đề này đã được đề cập đến sáu chủ đề: chất lượng cuộc sống, sử dụng hiệu quả các nguồn tài nguyên thiên nhiên, bảo vệ tài sản chung toàn cầu, quản lý các khu định cư của con người, việc sử dụng các hóa chất và quản lý chất thải công nghiệp của con người, và thúc đẩy tăng trưởng kinh tế bền vững trên phạm vi toàn cầu.

## Lịch sử
- Năm 1971, Ian McHarg, trong cuốn sách của ông "Thiết kế với thiên nhiên", phổ biến rộng rãi một hệ thống phân tích các lớp của một trang web để biên dịch một sự hiểu biết đầy đủ về các thuộc tính chất lượng của một nơi. McHarg cho mọi khía cạnh chất lượng của các trang web một lớp, chẳng hạn như lịch sử, thủy văn, địa hình, thảm thực vật, vv Hệ thống này đã trở thành nền tảng của ngày hôm nay của hệ thống thông tin địa lý (GIS), một công cụ phổ biến được sử dụng trong thực hành thiết kế cảnh quan sinh thái.
- Năm 1978 Permaculture.  Bill Mollison và David Holmgren đã có các cụm từ cho một hệ thống thiết kế các hệ sinh thái của con người tái sinh. (Được thành lập trong công việc của Fukuoka, Yeoman, Smith, vv..
- Năm 1994, David Orr, trong cuốn sách của ông "Trái đất trong Mind: On Giáo dục, môi trường, và các nhân Prospect", biên soạn một loạt bài tiểu luận về "ecolgocial thiết kế thông minh" và sức mạnh của nó để tạo ra khỏe mạnh, bền, đàn hồi, chỉ, và cộng đồng thịnh vượng.
- Năm 1994, Nhà sinh vật học Canada John Todd (sinh vật học) và Nancy Jack Todd, trong cuốn sách "From Eco-Cities to Living Machines" mô tả các giới luật của thiết kế sinh thái.
- Năm 2004, Fritjof Capra, trong cuốn sách của ông "The Hidden Connections: A Science for Sustainable Living", đã viết mồi này về khoa học của các hệ thống sống và xem xét các ứng dụng của tư duy mới của các nhà khoa học sự sống cho sự hiểu biết của chúng ta về tổ chức xã hội.
- Năm 2004, K. Ausebel biên soạn những câu chuyện cá nhân hấp dẫn của các nhà thiết kế sinh thái cải tiến nhất của thế giới trong "Nature's Operating Instructions."

## Ảnh hưởng
Có một số công ty quần áo đang sử dụng một số phương pháp thiết kế sinh thái để thay đổi tương lai của ngành công nghiệp dệt may vào nên thân thiện hơn với môi trường. Tái sử dụng quần áo để giảm thiểu việc sử dụng các nguồn tài nguyên, sử dụng phân hủy các vật liệu dệt để giảm tác động đến môi trường, và sử dụng thuốc nhuộm thực vật thay vì các hóa chất độc hại để cải thiện sự xuất hiện của vải.